# Lepus starcki
A Lebre-dos-planaltos-etíopes (Lepus starcki) é um leporídeo endêmico da Etiópia.